# Cubolta, Sîngerei
Cubolta este satul de reședință al comunei cu același nume  din raionul Sîngerei, Republica Moldova.

## Galerie de imagini
Biserica „Sf. Elizabeta”

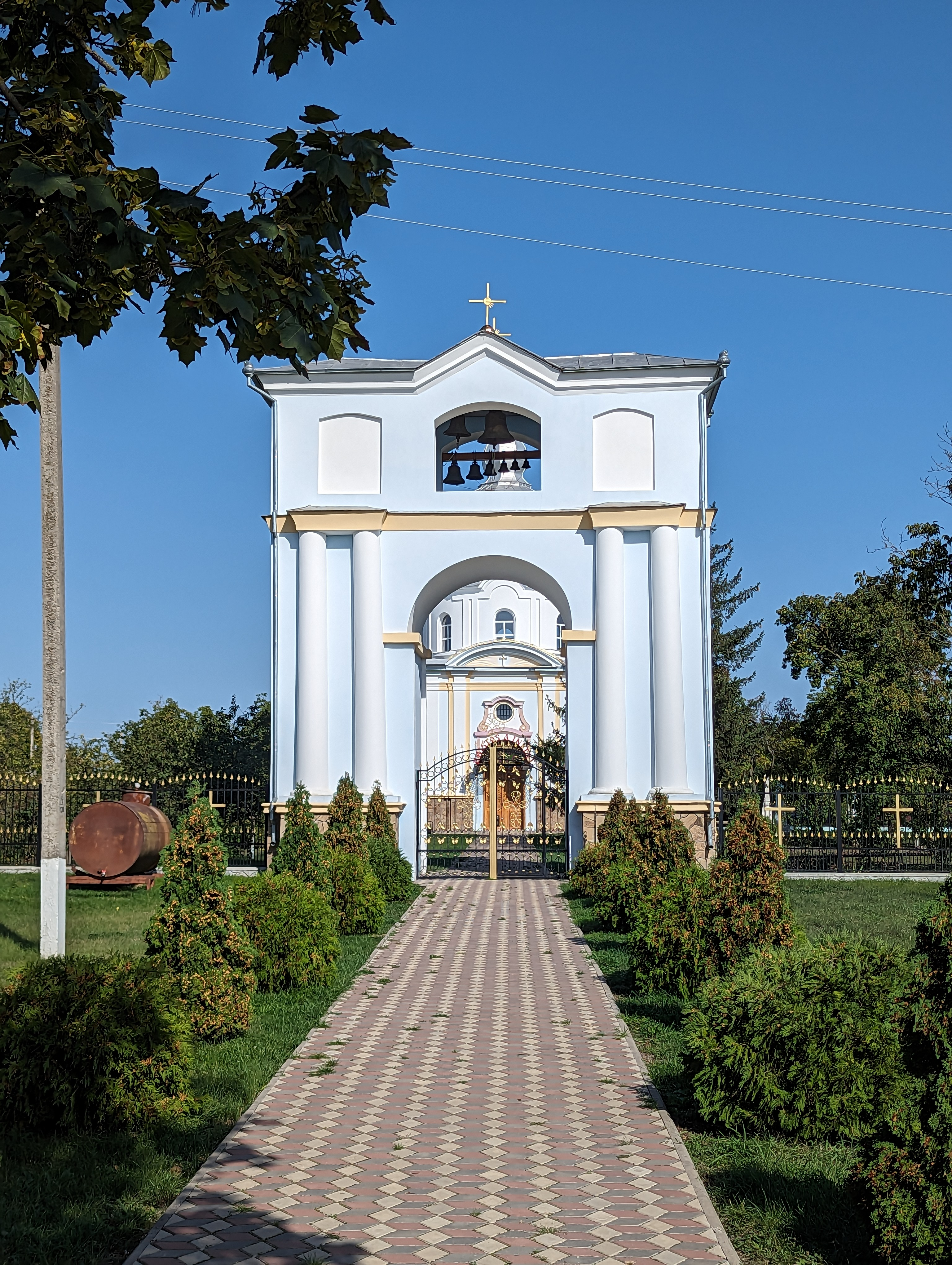
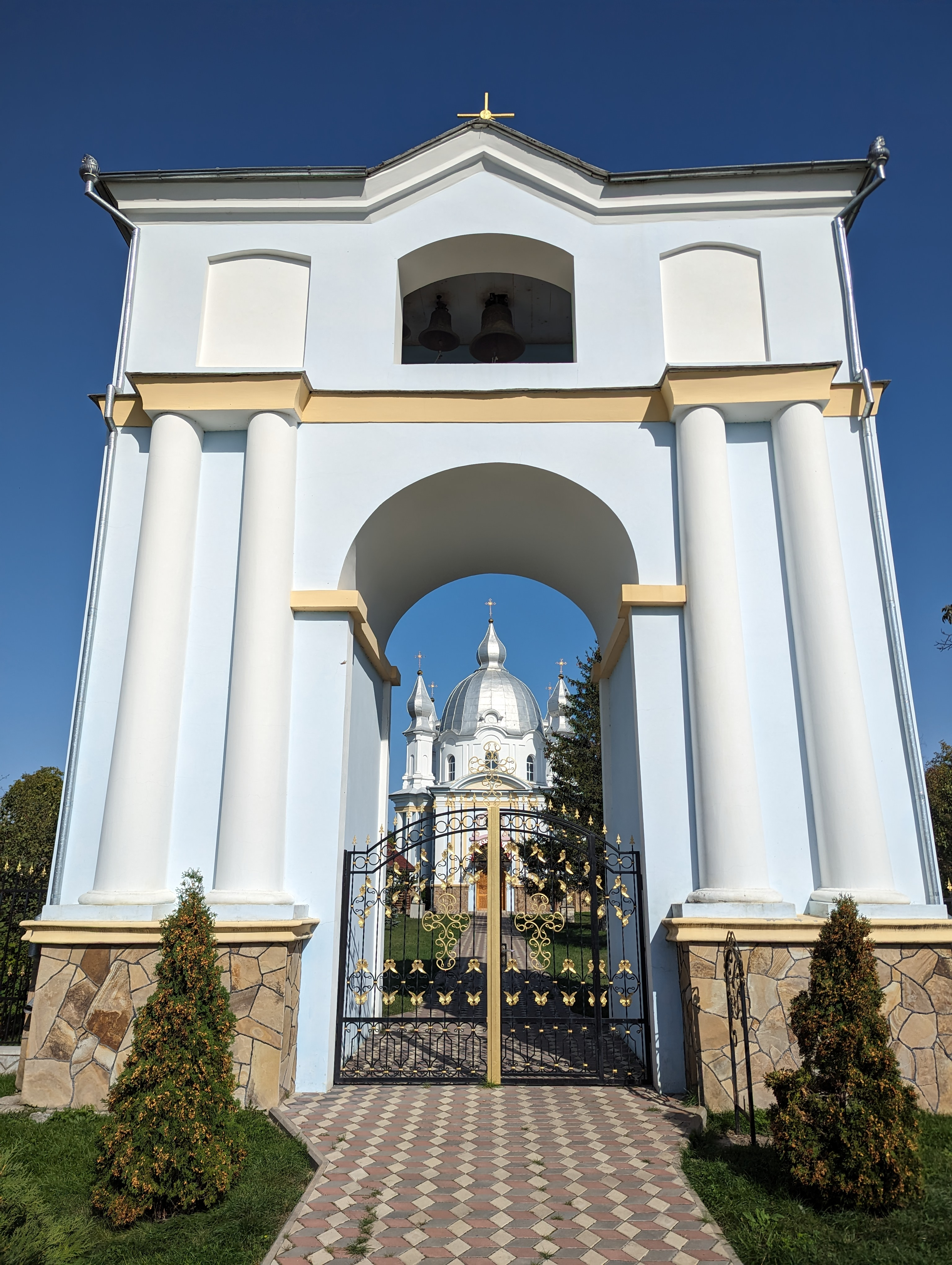
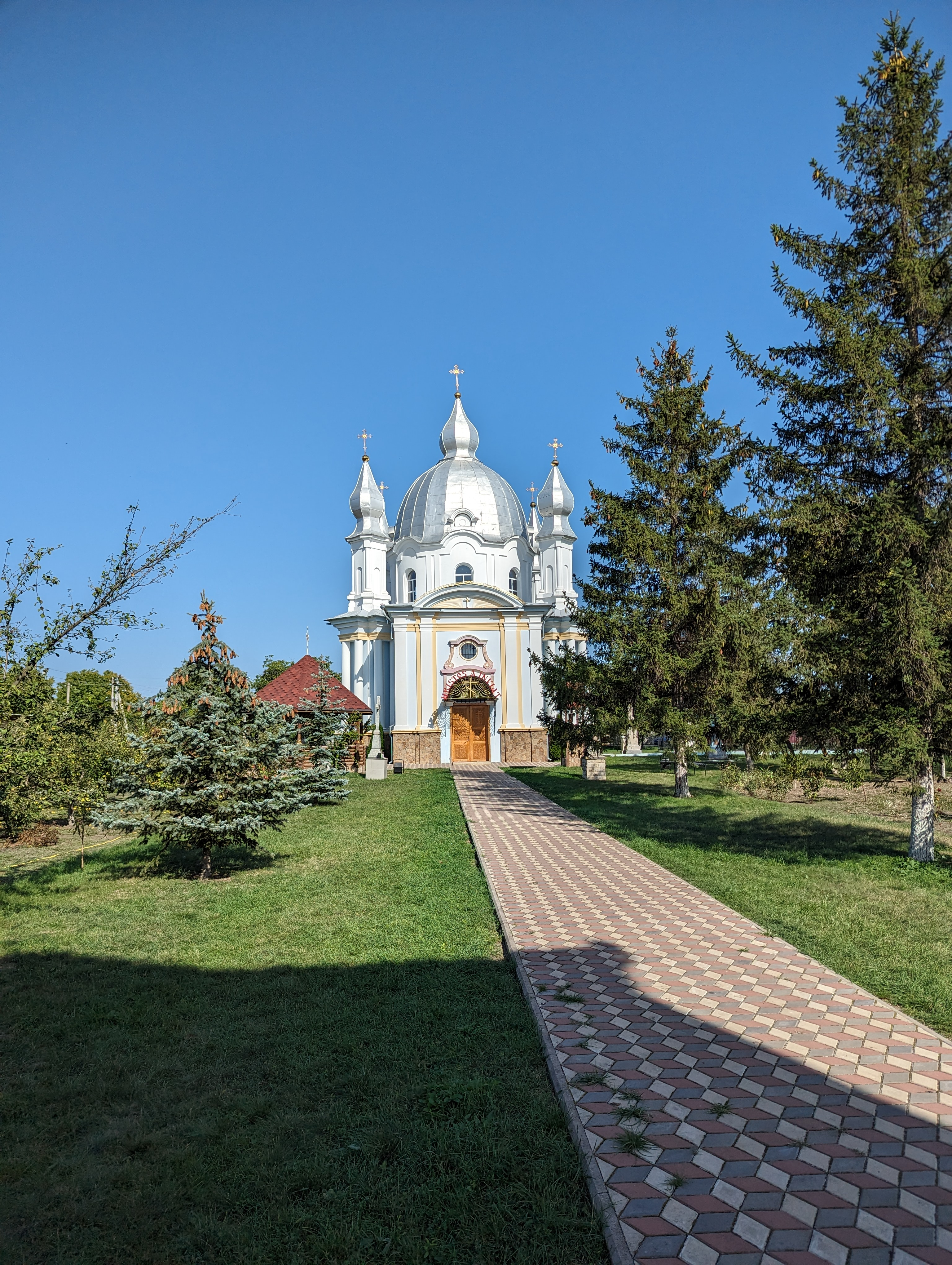
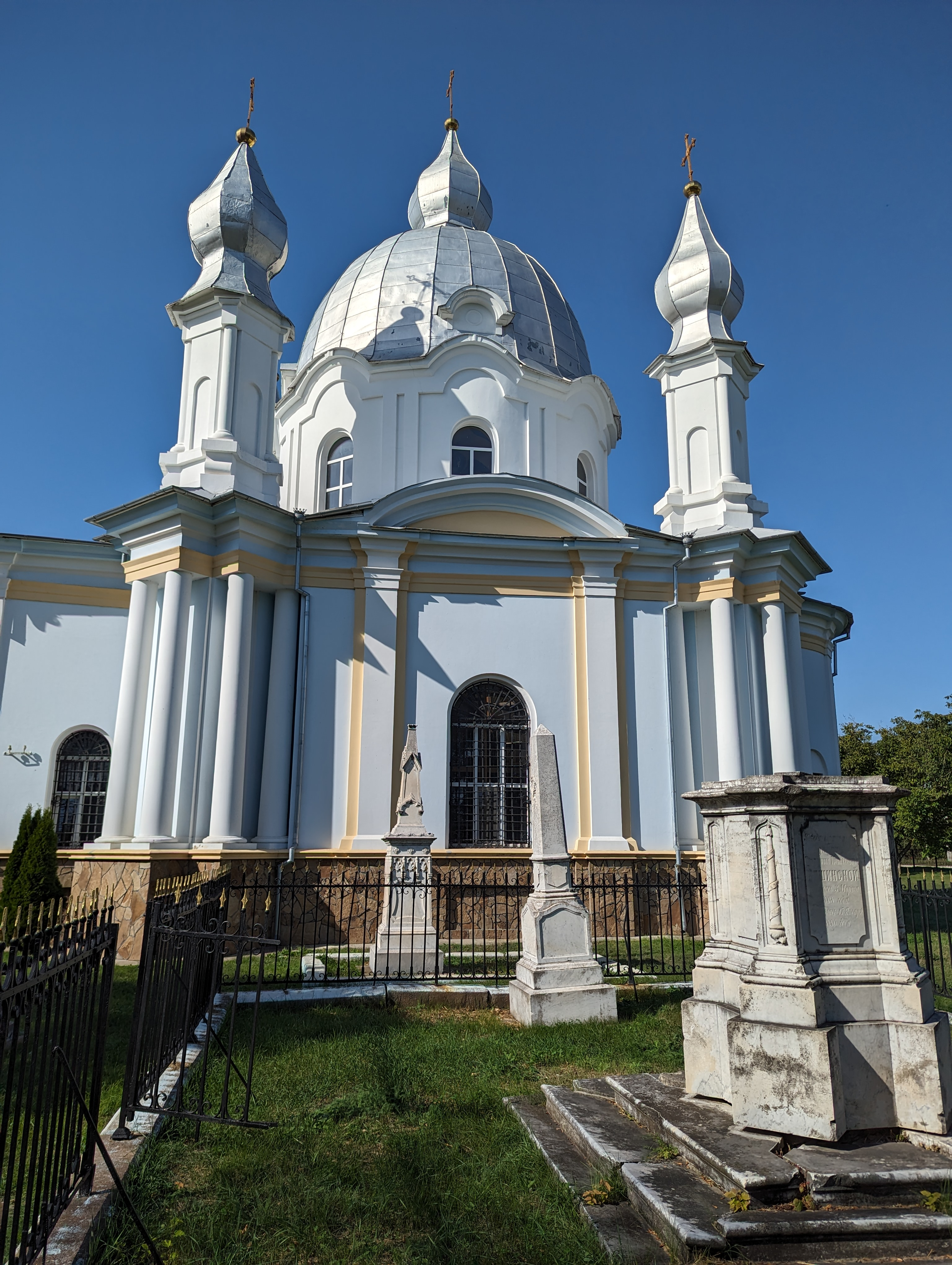
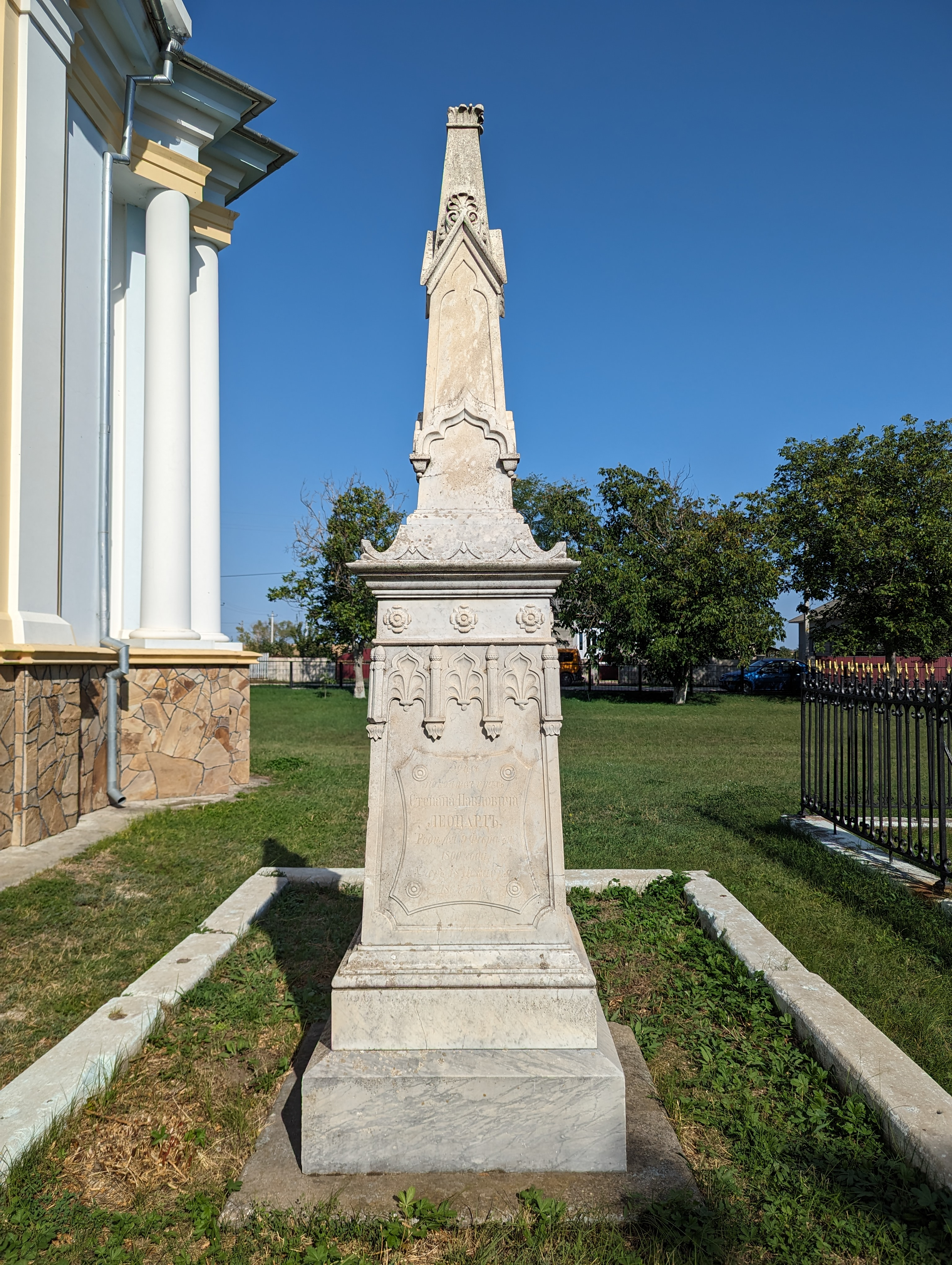
Monument funerar al familiei Leonard.

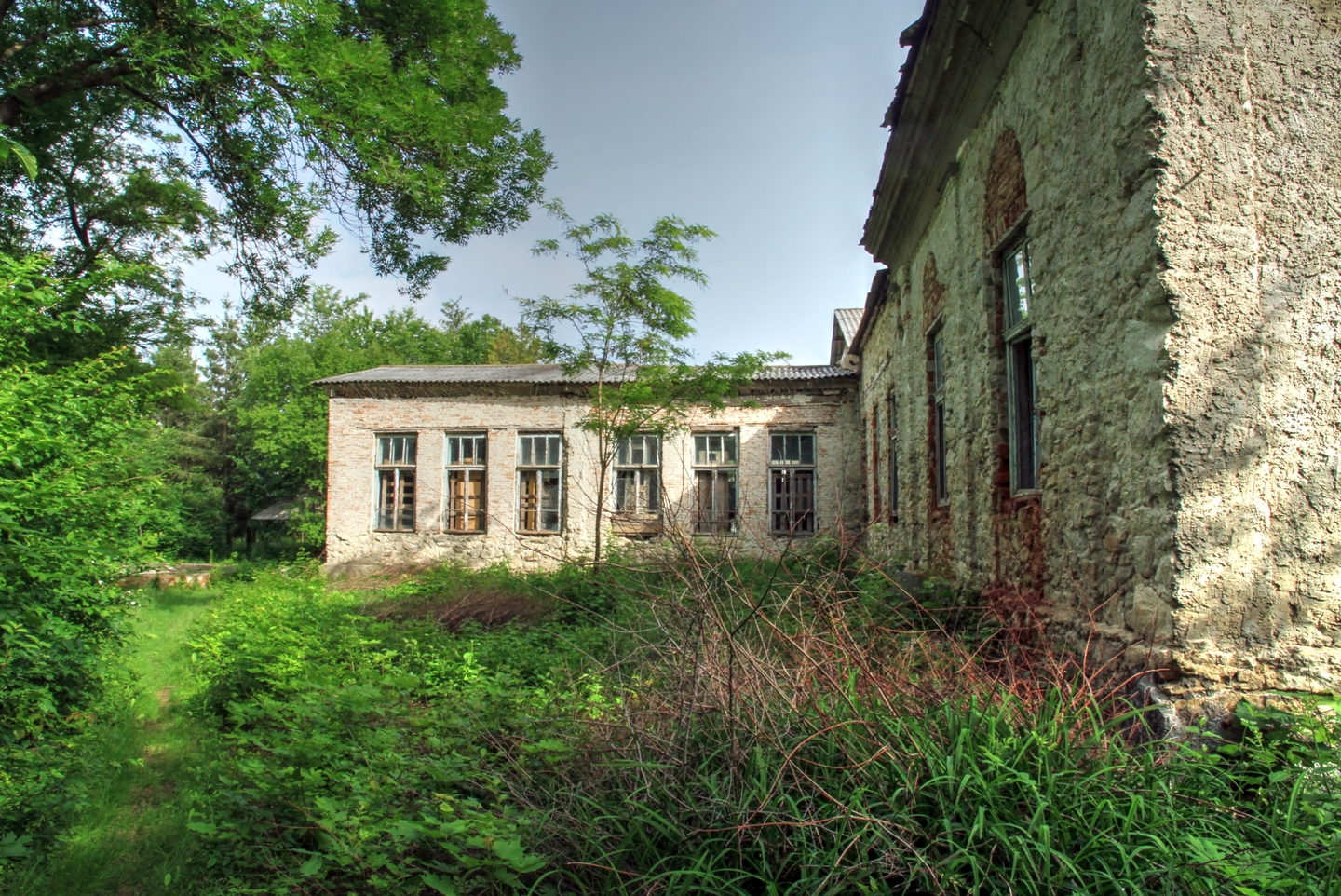
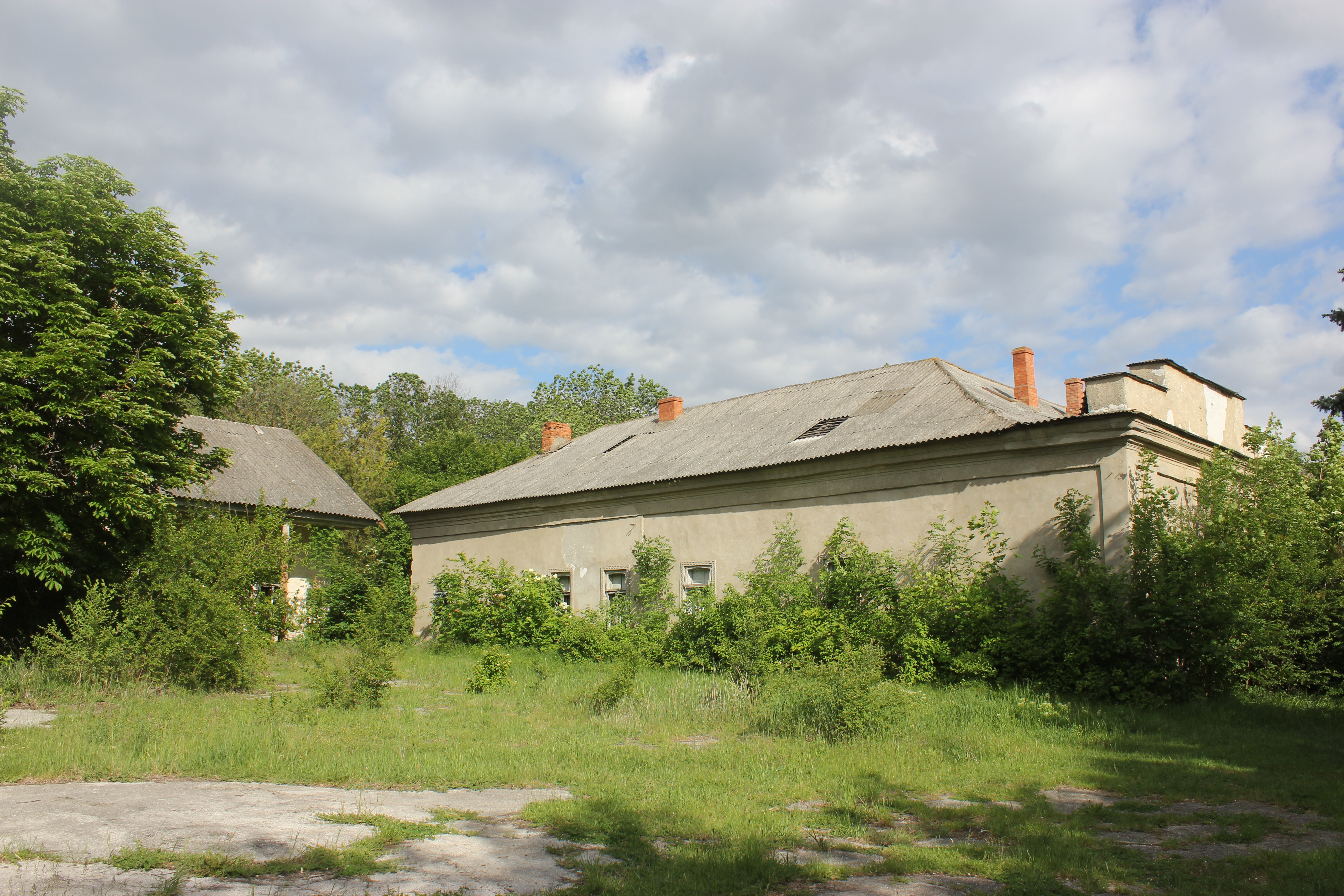
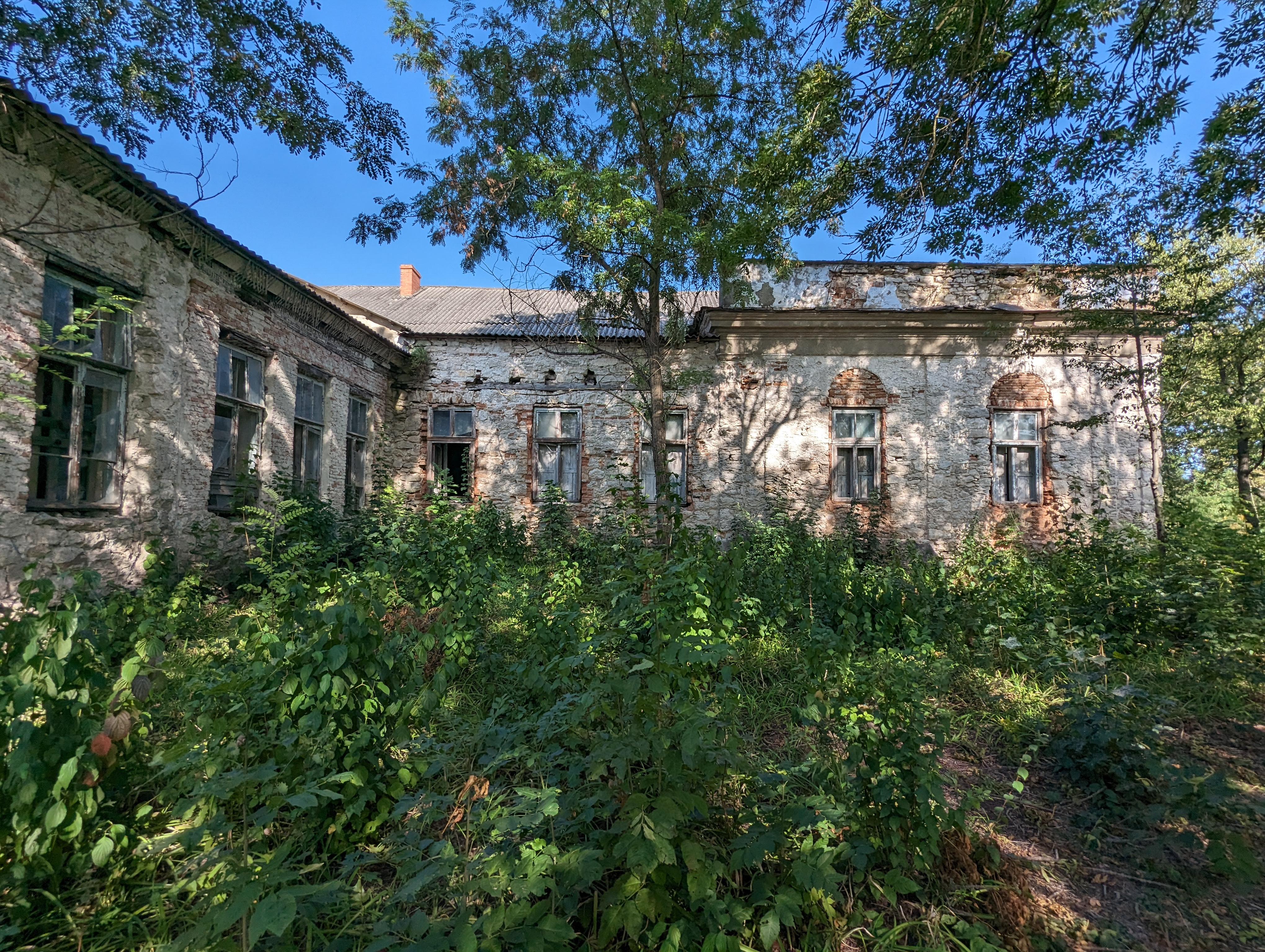
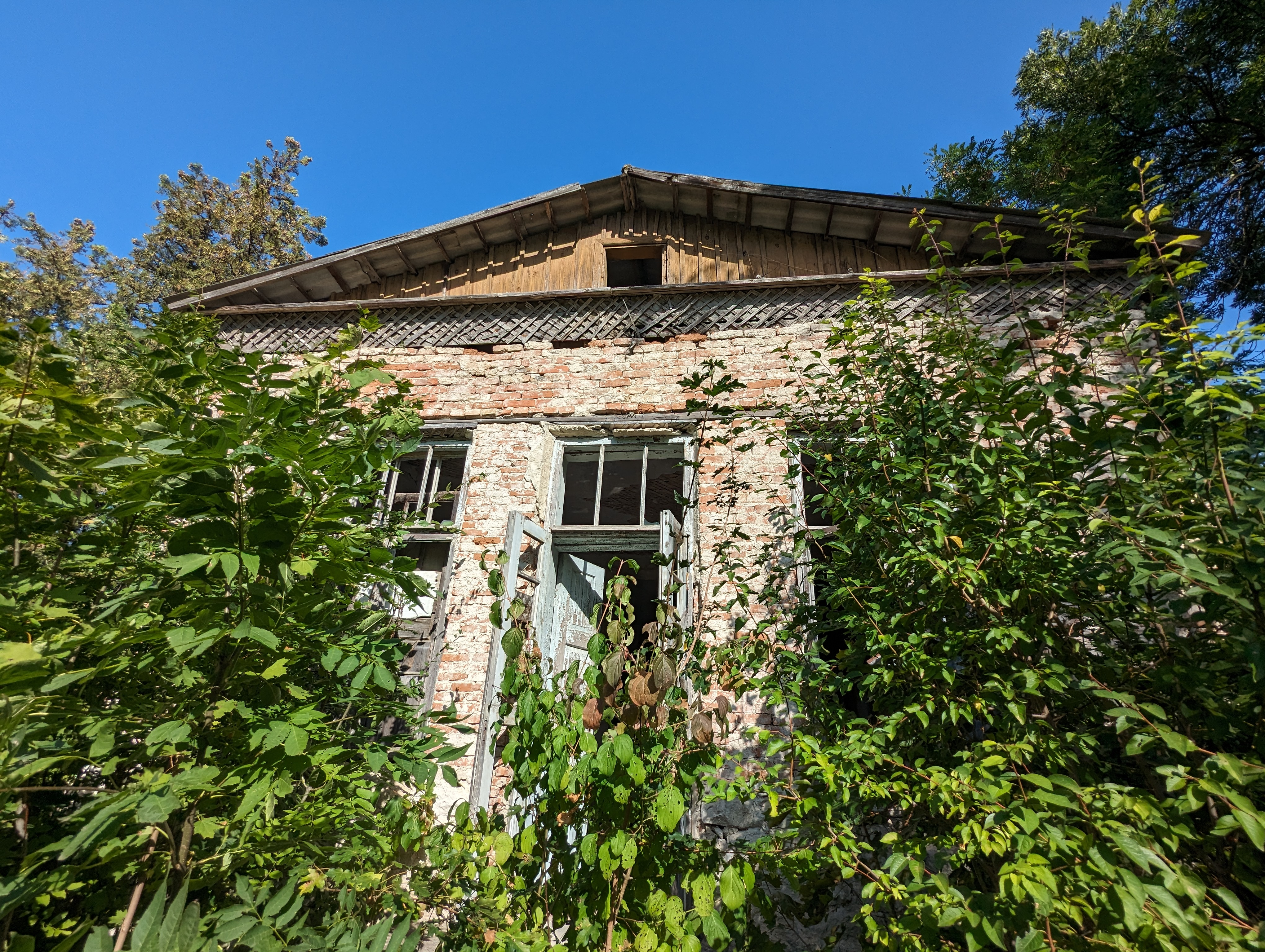
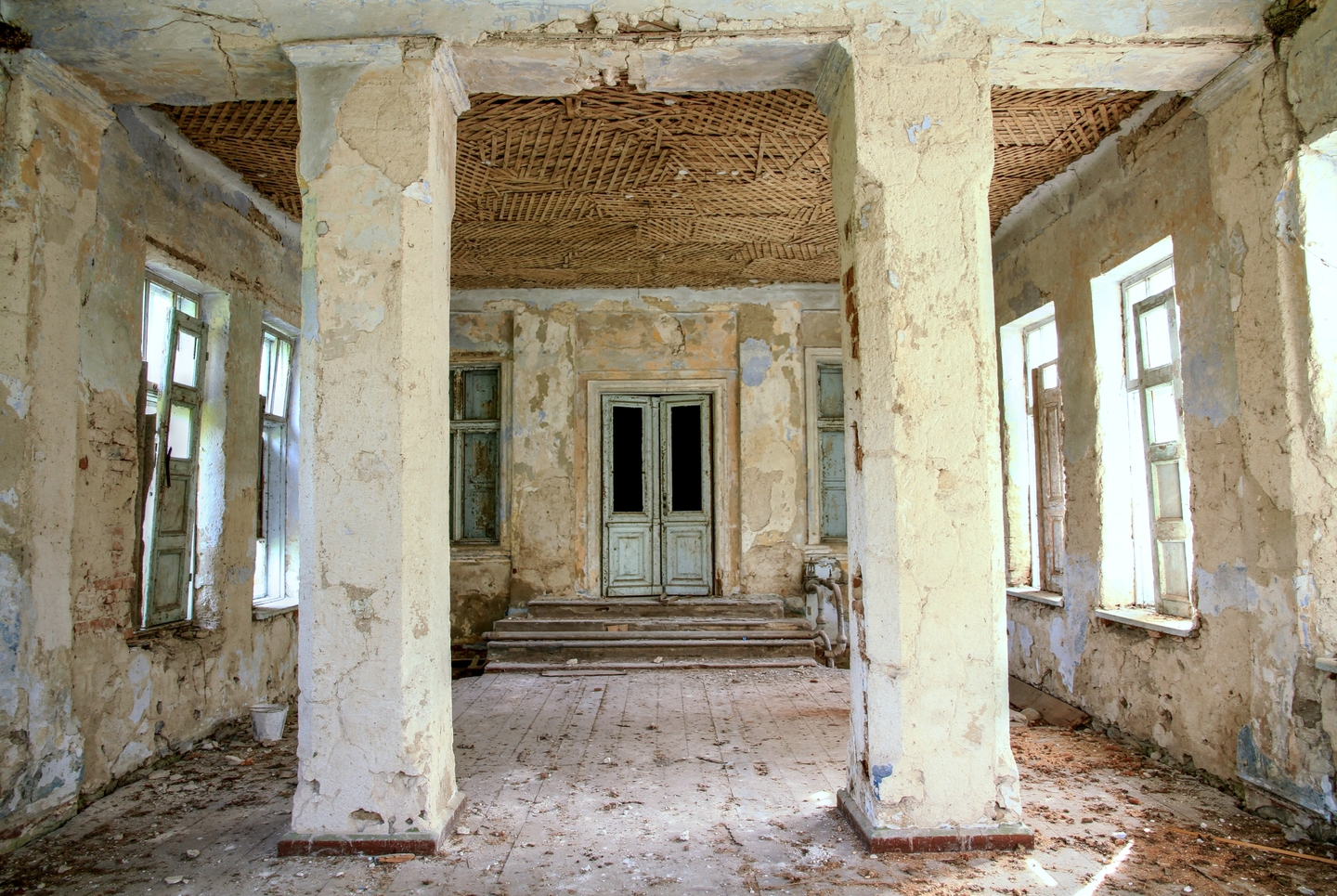

Conacul familiei Leonard
Alte locuri

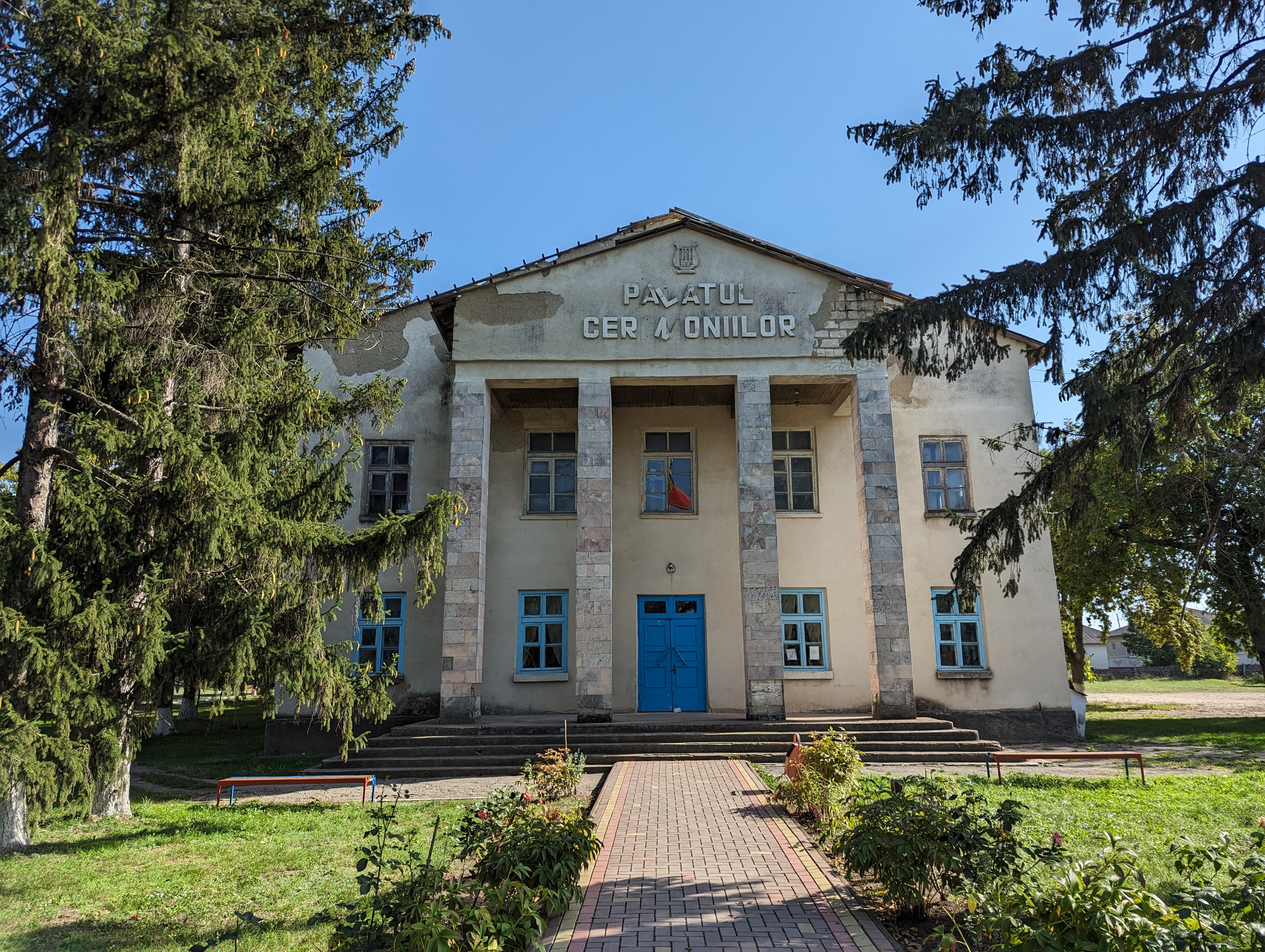
Palatul Ceremoniilor
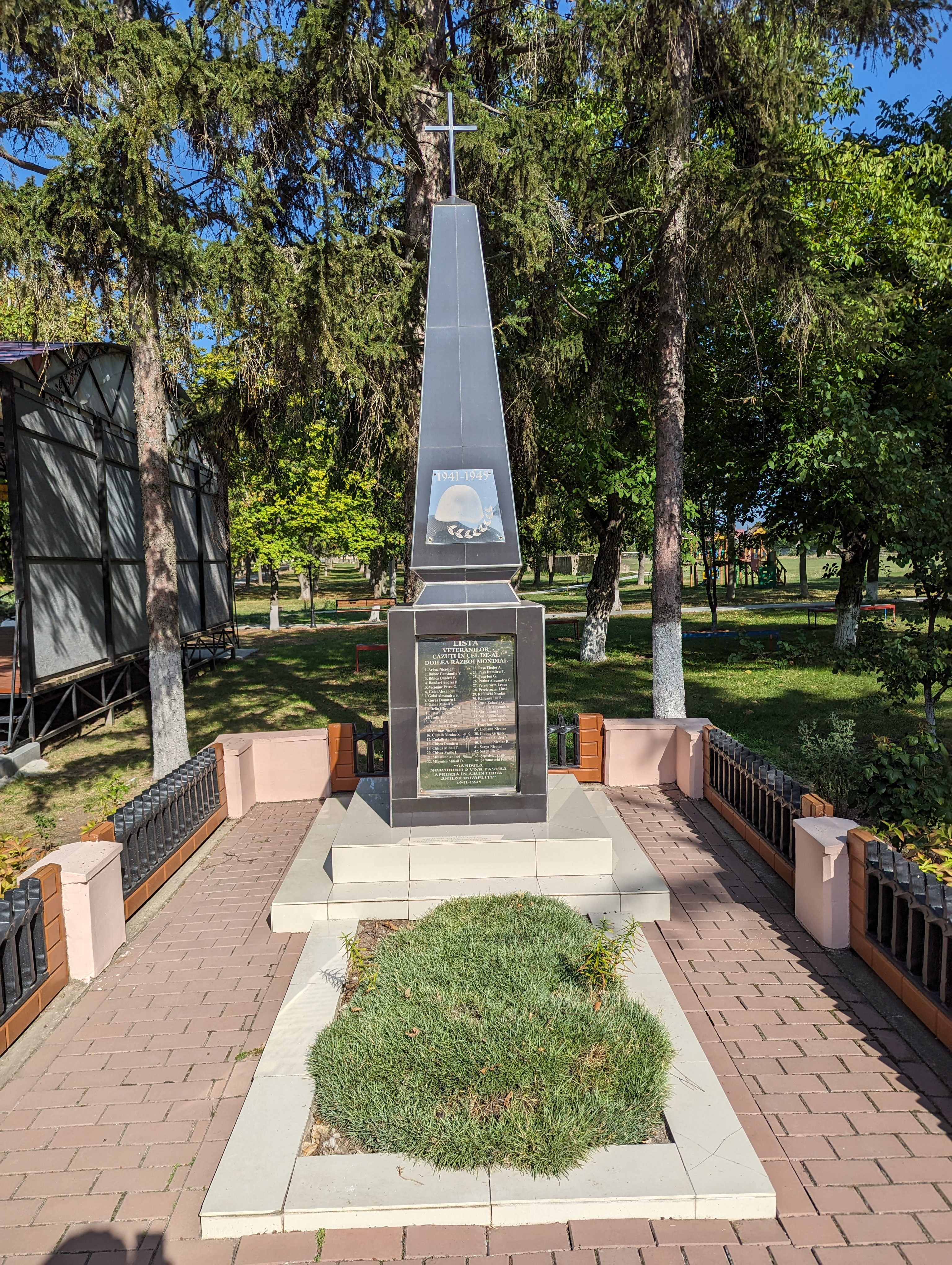
Monument în memoria a 44 consăteni căzuți în războiul germano-sovietic.
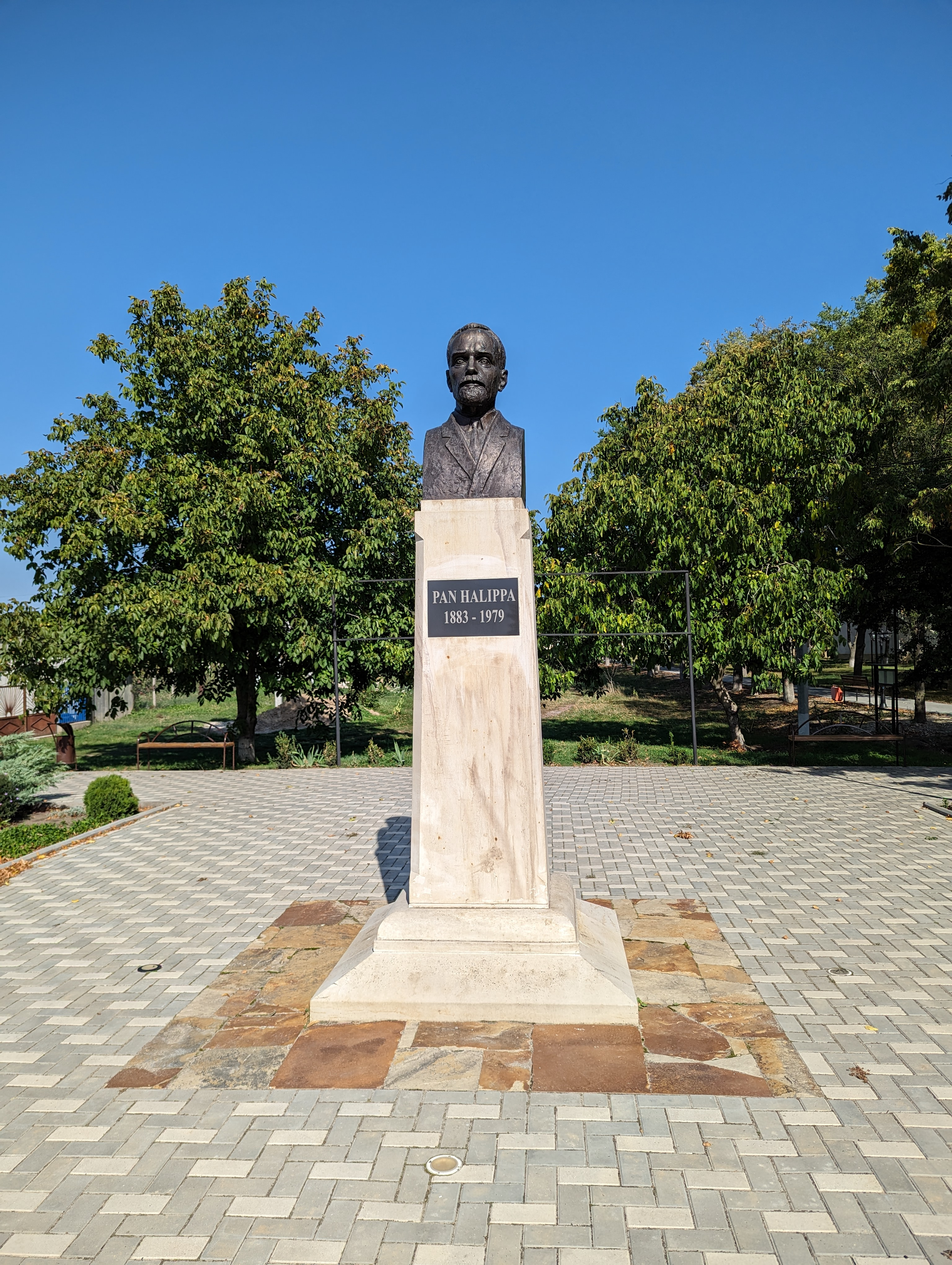
Bustul lui Pan Halippa din localitate.
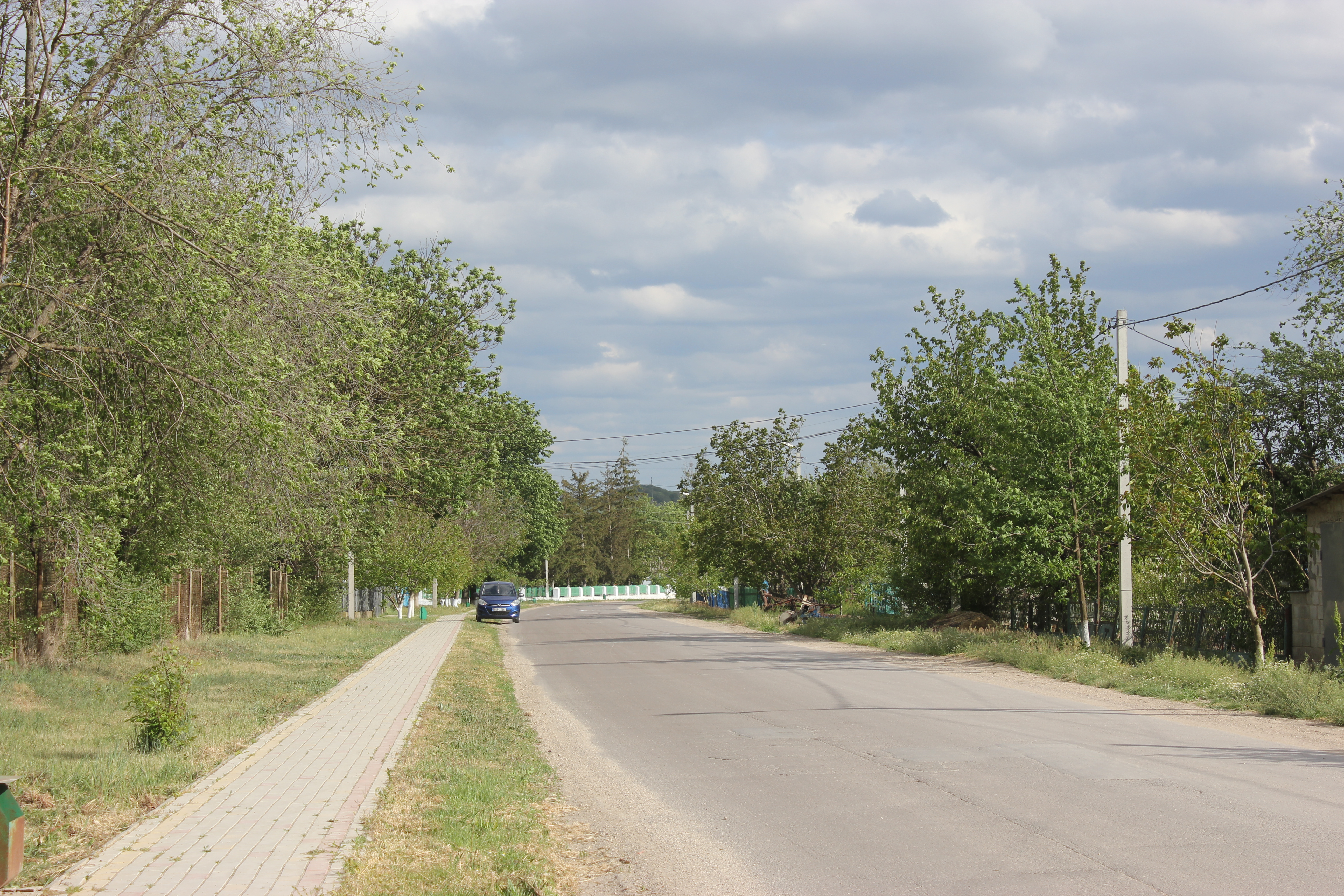
O stradă din sat.
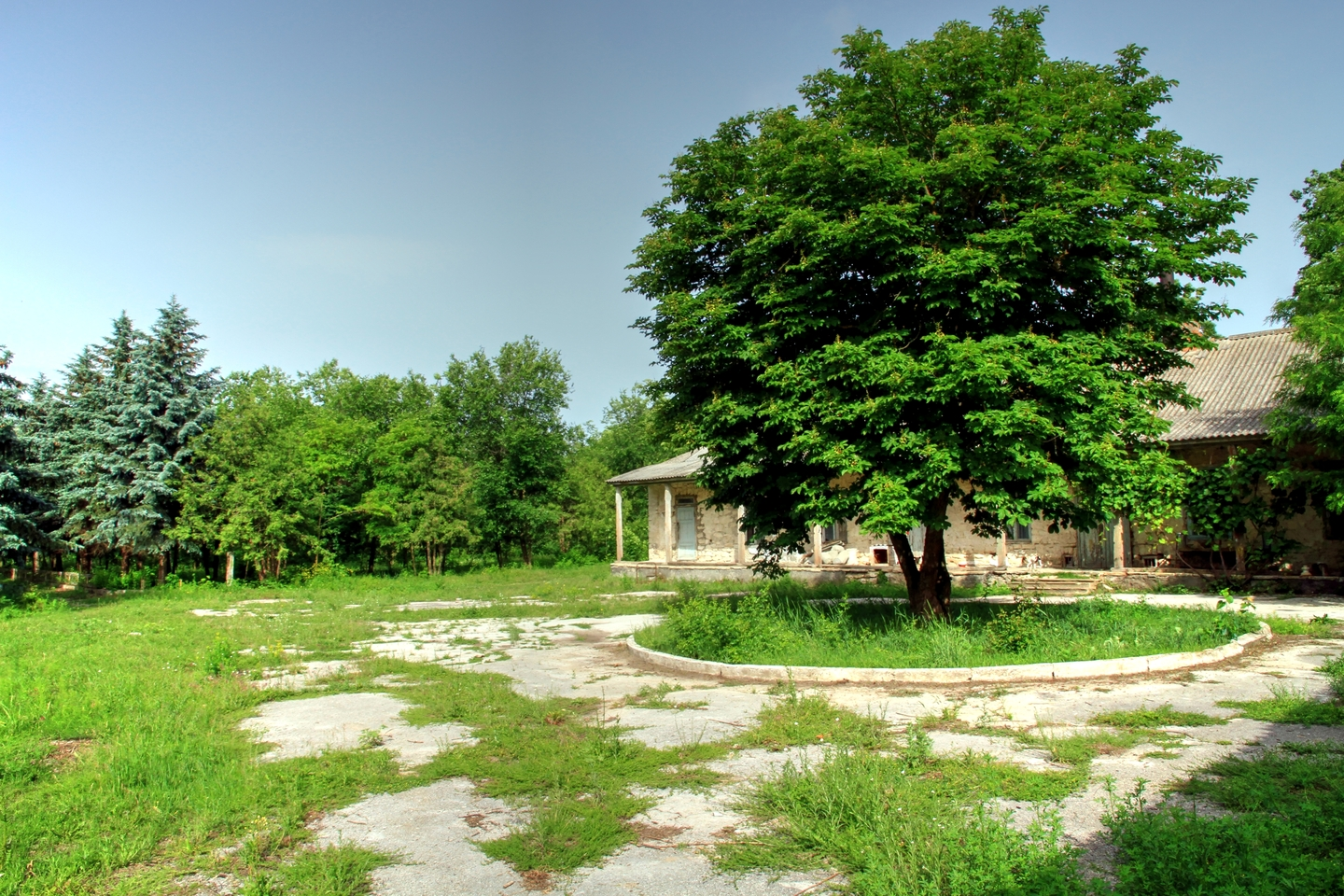
Parcul pe lângă conac.

## Personalități

### Născuți în Cubolta
- Pavel Leonard (1837-1891), sociolog, istoric.
- Ion Halippa (1871–1941), istoric, arheolog, arhivist, redactor.
- Pantelimon Halippa (1883–1979), publicist, om politic român, membru corespondent al Academiei Române.
- Sergiu Grossu (1920–2009), scriitor și teolog român.

## Vezi și
- Conacul Leonard din Cubolta